# 오우무아무아

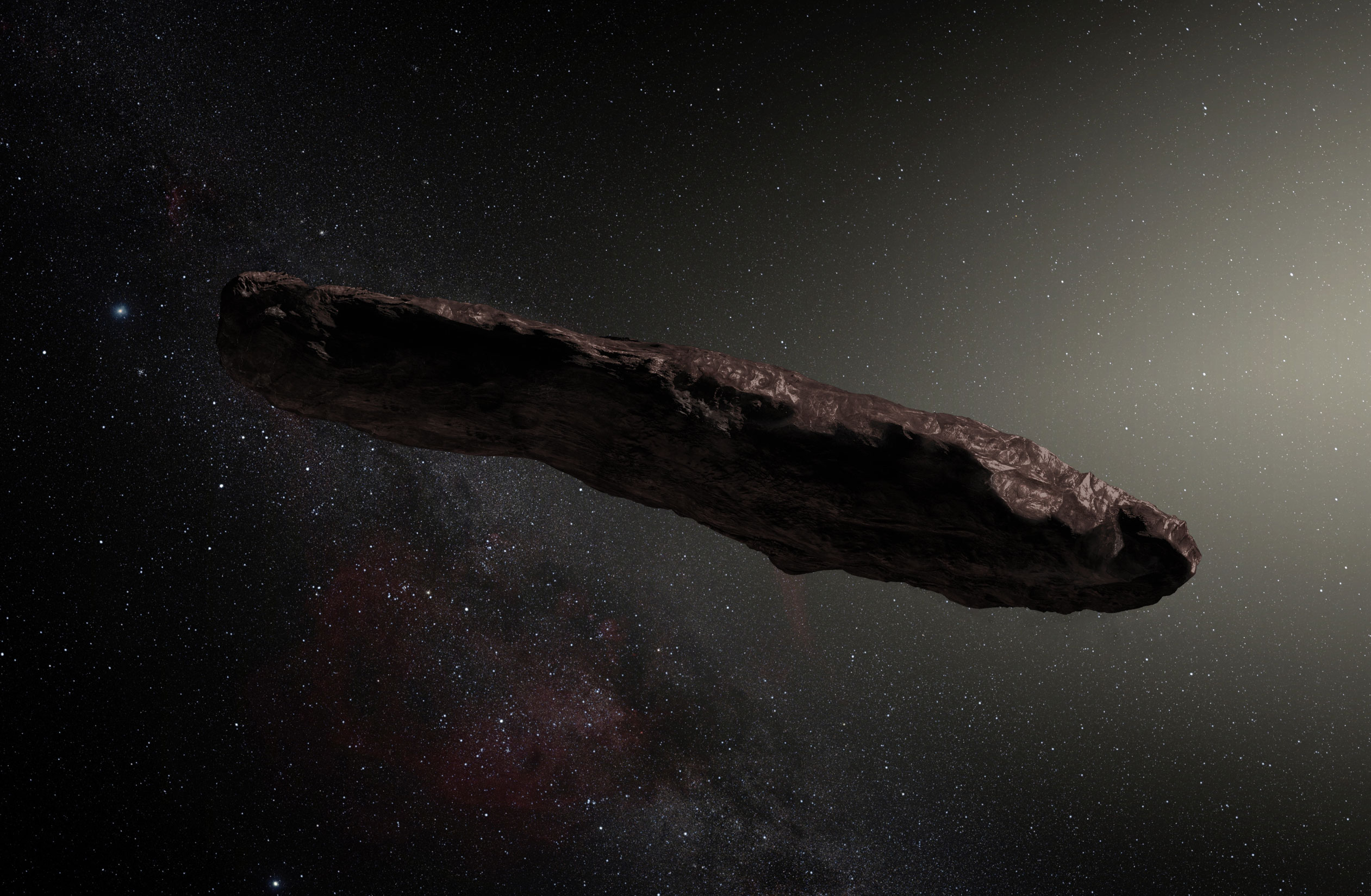
(ESO/M. Kornmesser + nagualdesign) 오우무아무아

오우무아무아(1I/ʻOumuamua, 하와이어로 '정찰병'의 뜻)는 인류에 의해 태양계를 통과한 것으로 확인된 최초의 성간천체이다. 2017년 10월 19일에 할리아칼라 천문대에서 처음으로 발견되어 1I/2017 U1라는 분류기호가 붙여졌다. 가로 400미터, 세로 40미터의 크기로, 발견된지 40일 후에 근일점을 지나 2018년에는 태양계에서 완전히 벗어났다.
유럽우주국 (ESA) 소속 캐나다의 천문학자 로버트 웨릭 박사 연구팀은 오우무아무아의 비행 궤적과 가속도 등을 면밀히 분석한 결과, 혜성으로 봐야 한다는 최종결론을 내렸다고 과학저널 '네이처' 최신호에 밝혔으며, 연구팀은 오우무아무아가 태양의 중력만으로 설명할 수 있는 비행 궤적에서 약간 벗어나 있으며 이는 오우무아무아 표면에서 혜성의 특징인 극소량의 가스가 방출되면서 비롯된 것이 분명하다고 밝혔다.
중국 국가천문대 (NAOC)의 장윈 연구원이 이끄는 국제 연구팀은 컴퓨터 시뮬레이션을 통해 별의 조석력 (tidal force)으로 오우무아무아와 같은 천체가 형성될 수 있다는 점을 입증하고 관련 논문을 과학 저널 '네이처 천문학'(Nature Astronomy) 최신호에 발표했다. 중국과학원과 미국 샌타크루즈 캘리포니아대학 (UC 샌타크루즈) 등에 따르면 연구팀은 혜성에서 암석형 행성에 이르는 다양한 크기의 천체가 항성에 근접했을 때 일어나는 결과를 확인할 수 있는 컴퓨터 시뮬레이션을 개발해 실험했다. 그 결과, 천체가 별에 60만㎞ 이내로 접근하면 별의 중력이 천체를 갈가리 찢어 파편을 성간 천체로 밀어내는 것으로 나타났다. 이 거리는 태양계 가장 안쪽 행성인 수성이 태양에서 떨어진 거리의 약 80분의 1에 해당하는 것이다. 이 천체 파편은 길쭉한 모양에다 건조한 표면을 갖고 별 옆을 지날 때 가속하는 등 오우무아무아에서 나타난 '이상한' 현상들을 설명할 수 있는 것으로 발표됐다. 연구팀은 별의 조석력으로 찢긴 천체 파편의 장·단축 비율이 10:1 이상이 될 수 있는 것을 확인했다.

## 이름

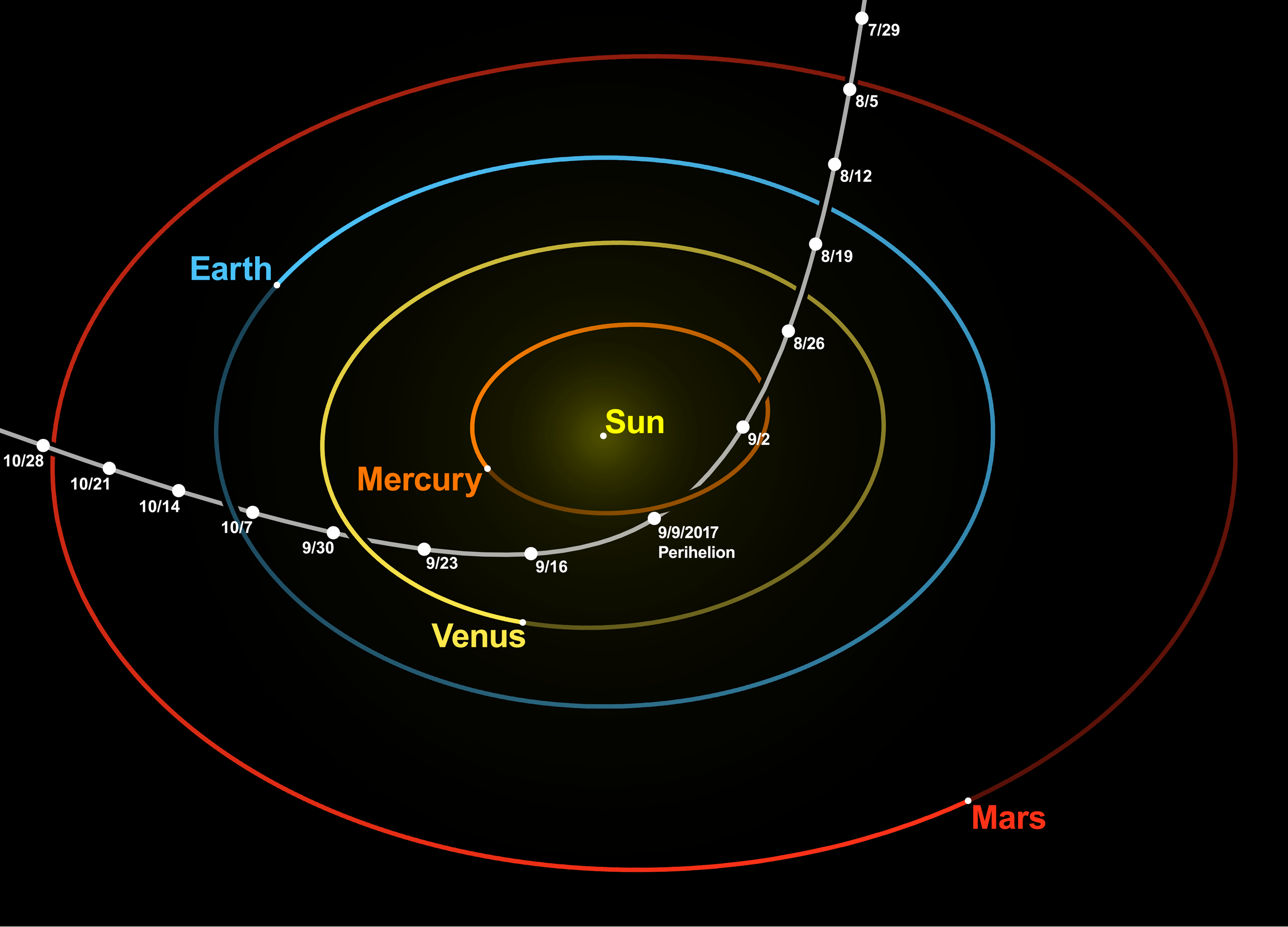
오우무아무아의 쌍곡선 궤도. 태양이 초점이다. (영상)

국제천문연맹은 처음에 오우무아무아를 혜성으로 간주하여 C/2017 U1라는 분류기호를 붙였다가, 이후 꼬리가 관측되지 않자 소행성으로 보고 A/2017 U1라는 분류기호를 부여했다. 이후 이 천체가 태양계 외부에서 온 것이 명백해지자 성간천체(interstellar object)에 대한 식별기호를 새로 지정해 1I/2017 U1로 부른다.
'먼 데서 온 첫 메신저'라는 뜻의 하와이어 단어에 따와 이름이 붙여졌다.

## 같이 보기
- 지구 물체 연구 센터 근처-2014-01-08
- 쌍곡선 궤도 소행성
- 성간 혜성